# 天神大牟田線
天神大牟田線（日语：／ Tenjin-Ōmuta sen */?）是一條來往福岡縣福岡市中央區天神的西鐵福岡（天神）車站與同縣大牟田市久保田町的大牟田車站之西日本鐵道（西鐵）線。
在2000年12月，鐵路線名稱大牟田線改名為天神大牟田線，但現在乘客都仍然以「大牟田線」來稱呼此線。

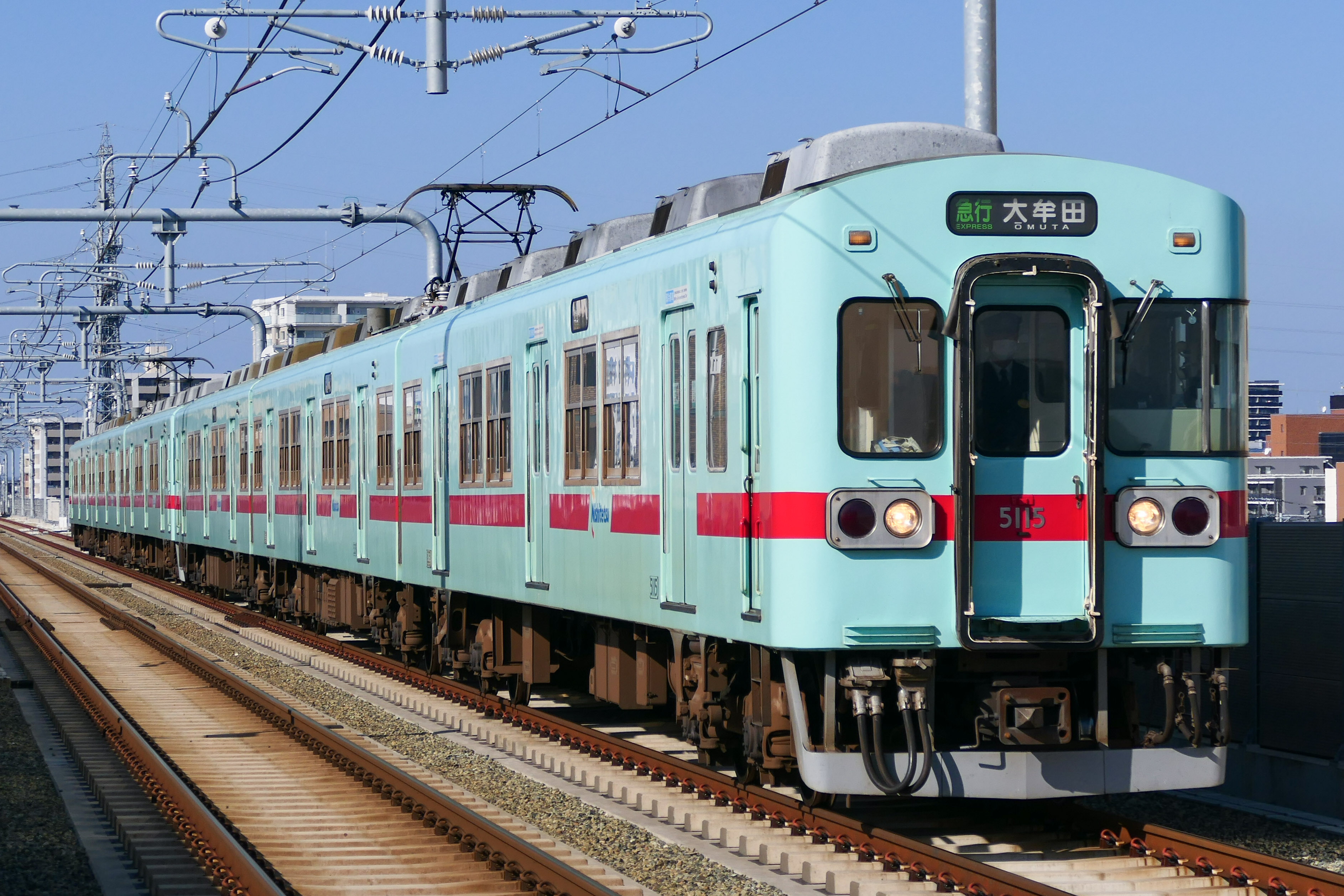
駛入白木原站的西鐵5000型電聯車（2024年1月）

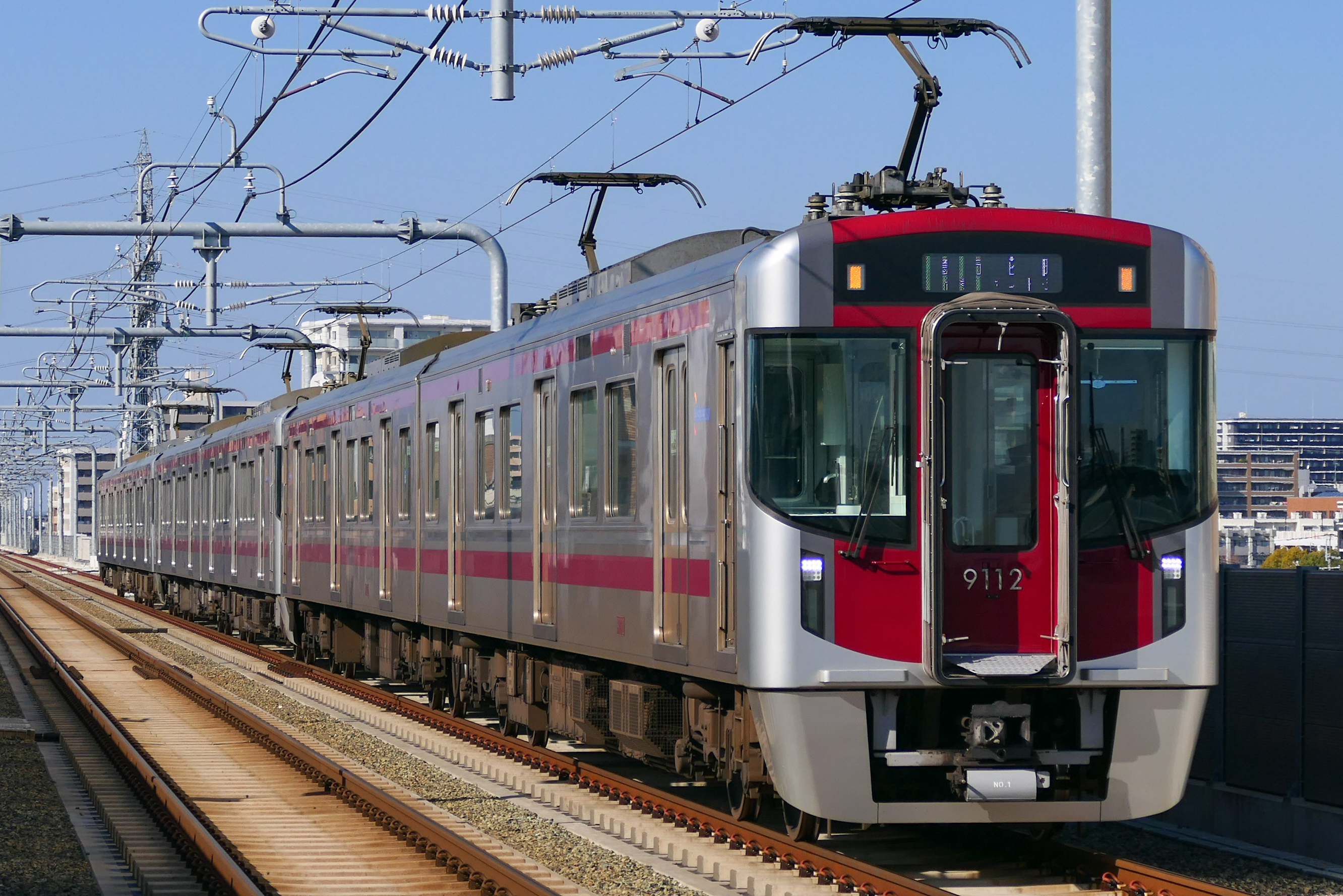
駛入白木原站的西鐵9000型電聯車（2024年1月）

## 概要
本路線是西鐵的主要鐵路線，連接福岡縣南面與北面的一條大動脈，佔該鐵路公司收入不少。沿線大都數路段為城市，並與福岡大都市連在一起。
路線成為縣內都市之間沿線運輸的角色，為一條通勤與上學路線，西鐵沿線經過柳川之城下町、太宰府天滿宮、九州國立博物館、Greenland等觀光景點，柳川與太宰府沿線的客量較多。由大牟田車站乘坐島原鐵道高速船由三池港往島原港，為由福岡都心往島原半島最快的路線。
另外，此鐵路線與JR鹿兒島本線、九州新幹線、國道3号及九州自動車道並行，那些路線會經福岡縣筑紫野市進入佐賀縣（三養基郡基山町、鳥栖市）然後進入福岡縣久留米市，而此鐵路線由筑紫野市經同縣的小郡市才進入久留米市，不進入佐賀縣內。
此線所有路段中，大部分與鹿兒島本線並行，只有在小郡市與柳川市與鹿兒島本線分離。兩條路線都通過各都市。而只有大牟田車站，西鐵、JR兩公司在一同位一個位置中設站，其餘車站是獨立一站。一些設在城市內的主要車站都需要走行才到達另一路線的車站，以下就是一些例子，左方是西鐵車站、右方是JR車站。
- 井尻車站 - 笹原車站（約600m）
- 雜餉隈車站 - 南福岡車站（約800m）
- 春日原車站 - 春日車站（約500m）
- 白木原車站 - 大野城車站（約750m）
- 下大利車站 - 水城車站（約600m）
- 紫車站 - 二日市車站（約500m）
- 朝倉街道站 - 天拜山車站（約600m）
- 花畑車站 - 久留米高校前車站（約900m）
- 倉永車站 - 吉野車站（約700m）
- 西鐵銀水車站 - 銀水車站（約500m）

此外，藥院車站 - 博多站之間、西鐵二日市車站・紫車站 - JR二日市車站之間、西鐵久留米車站 - JR久留米站、花畑車站 - JR久留米高校前車站之間設有巴士路線來往兩車站。

### 路線資料
- 路線距離（營業距離）：74.8公里
- 軌距：1435毫米
- 站數：49個（包括起終點站）
- 複線路段：
  - 複線：西鐵福岡（天神）－試驗場前、大善寺－蒲池、開－大牟田（合計53.7公里）
  - 單線：試驗場前－大善寺、蒲池－開（合計21.1公里）
- 電氣化路段：全線（直流電1500V）
- 閉塞方式：自動閉塞式
- 最高速度：110公里/小時
- 運轉指令所（日语：運転指令所）：西鐵指令（日语：西鉄指令）
- 車輛基地
  - 筑紫車輛基地（日语：筑紫車両基地）
  - 柳川車輛基地（日语：柳川車両基地）

## 沿線風景
此節中將會由西鐵福岡（天神）車站開始往大牟田方向展述。

### 西鐵福岡（天神） - 西鐵二日市
天神是九州最大的市中心，在這個中心索拉利亞總站大廈的第二層為西鐵福岡（天神）車站。在這個站出發就微微向右轉，向真南前進，之後便到達另一個在福岡市中央區的大車站：藥院車站。藥院離天神的市中心不遠的位置，這裡設有巴士路線前往博多站作一個轉乘，所有列車需停此站。離開藥院車站後，便微微向左轉，向東南方向行走。便通過西鐵平尾車站，進入南區。之後與福岡縣道31號福岡筑紫野線並行，直至井尻車站附近。列車經過大橋車站後便跨過國道385號，由高架路段降至地上路段。之後會跨越那珂川及JR九州新幹線的高架橋，在過了井尻站便在福岡高速5號線高架橋下通過。並且跨越JR鹿兒島本線路軌，最後在雜餉隈站通過後向右轉。在雜餉隈站至櫻台車站之間的路段是與JR鹿兒島本線並行。在雜餉隈站附近至下大利車站附近正在進行高架化工程。在下大利站後會通過御笠川與穿越九州自動車道，然後便在國道3號旁並行，國道3號中，有橋上路和地面道路。在並行區間中設有都府樓前車站，之後，路線向右轉，與一條太宰府線單線鐵路匯入，共同進入西鐵二日市車站。

### 西鐵二日市 - 西鐵久留米
西鐵二日市車站是與太宰府線的轉乘車站，要轉乘的乘客有很多。特別是每年初，前往太宰府天滿宮參拜的乘客會使用此站轉乘。由西鐵二日市車站出發後約900m的地點，就是天神大牟田線之中最新的車站：紫車站。之後為朝倉街道站，在朝倉街道車站後，沿線都是住宅地。其後跨過國道3號後便到達櫻台車站。櫻台車站附近地帶是筑紫平原。之後，便穿越JR筑豐本線（原田線）的橋樑，到達筑紫車站，在此站的東南方設有筑紫車輛基地。之後便向右轉，向西南偏南方前進。由津古車站至宮之陣車站與福岡縣道88號久留米小郡線並行，同時此路段是一條直線。西鐵小郡車站附近為幽靜的住宅區，附近設有大分自動車道學甘木鐵道線。在西鐵小郡車站可以轉乘甘木鐵道線。在西鐵小郡車站之後，住宅密度開始稀疏，在到達宮之陣車站前，周邊為田園，在夜間時沒有燈光，在車箱看出去是沒有東西的，在日間，遠處會看到佐賀縣鳥栖市的市中心，在市中心前有一條九州自動車道的高架道。在端間車站之後，便與寶滿川與縣道88號並行，直至味坂站前跨越此川，寶滿川在此繼續向西南方流去，在味坂車站後，便穿越九州自動車道，就由小郡市轉入久留米市。此處離佐賀縣非常接近。之後與一條甘木線單線鐵路匯入，共同進入宮之陣車站。宮之陣車站是與甘木線的轉乘車站。離開宮之陣車站，便跨過筑後川。在鐵路橋上可看到久留米市街。在過鐵路橋後，便再跨越國道210號，進入住宅區中，途中會通過櫛原車站。之後會進入高架路段，前往久留米市中心的車站西鐵久留米車站。

### 西鐵久留米 - 西鉄柳川
西鐵久留米車站中，可以看到下一個站：花畑車站。在西鐵久留米車站出發後，就會停花畑車站。所有列車都必須停花畑車站。在兩車站中，西鐵久留米車站的乘客會多於花畑車站。之後便通過試驗場前車站，在此車站後，路線由複線變為單線直至大善寺車站。在試驗場前車站後，會跨越JR久大本線的單線、鹿兒島本線的複線和九州新幹線高架橋。之後附近會是住宅區，再進入津福車站。此車站附近有一些居民希望盡快把單線區間複線化和高架化。在津福車站出發後，直至矢加部車站前都是與福岡縣道23号久留米柳川線並行。津福車站至大善寺車站是舊大川鐵道收購區間，路線附近為密集的住宅區。在大善寺車站後，路線由單線變回複線。這段的轉彎位較少，是較好的路段。在蒲池車站後再次變為單線，蒲池至矢加部之間會跨越有明海沿岸道路，然後向左轉至東南方前進，進入高架車站：矢加部車站，然後再跨越沖之端川，進入柳川市街地區，到達西鐵柳川車站。

### 西鐵柳川 - 大牟田
在離開西鐵柳川車站後一會，左手邊會設有柳川車輛基地，然後再越過有明海沿岸道路，再向右轉，進入德益車站。之後，進入筆直的路線南下。中途會通過西鐵唯一的號誌站：中島號誌站，之後會進入高架路段。在路段中會跨過縣道大和城島線及到達西鐵中島車站。之後，會越過矢部川，進入三山市。在開車站後，又變回複線區間，直至終點車站：大牟田車站。在西鐵渡瀨車站後便進入大牟田市，車站在市北部的丘陵地帶通過。在倉永車站學東甘木車站中穿越縣道南關大牟田北線，此時開始靠近鹿兒島本線。直至西鐵銀水車站後就與鹿兒島本線並行，呈現一種四線鐵路的樣子。此外，與鹿兒島本線並行區間的平交道是按JR的基準而設。之後會進入大牟田市街，經過新榮町車站，最後穿越三井三池専用鐵道（已停用）的高架路段，進入終點車站大牟田車站。

## 運輸情況

### 現時列車類別
以下是現時營業中的列車類別

#### 特急
為天神大牟田線最快的列車類別，乘坐時不需要額外費用。行走來往西鐵福岡（天神）與大牟田之間，為都市之間輸送的幹線。早上繁忙時間與夜間外，每日每30分鐘一班。在2008年3月22日的時間表改正中，特急列車的最高速度由100km/h提升至110km/h，現時，西鐵福岡（天神） - 西鐵久留米之間上下共的所需時間最快為28分鐘，西鐵福岡（天神） - 大牟田之間最快下行需時59分鐘，上行則58分鐘。另外，春日原 - 下大利之間的高架化工程展開，在2010年3月的時間表改正中，所需時間比改正前增加最多2分鐘。
運行特急列車中，主要使用8000型，在平日上午的幾班及黃昏以後時，會使用5000型、6000型・6050型6/7卡列車。此外，如果有兩列或以上的8000型進入工場，特急列車就會使用5000型與6000型代行。當黃金週或正月時，有許多乘客使用鐵路，那時就會使用3000型、5000型、6000型與6050型7卡列車來運行特急班次。

#### 急行
急行列車班次整日都有服務。在整日中，西鐵福岡（天神） - 西鐵小郡之間（以下，會稱為「小郡急行」）及西鐵福岡（天神） - 花畑之間（以下，會稱為「花畑急行」）的班次會每小時2班，合共4班運行。在早上及黃昏時間，西鐵福岡（天神）- 西鐵二日市之間的急行列車班次會約30分鐘一班。
在早上繁忙時間的上行線，急行列車為唯一的快速列車。愈近福岡車站，停車距離愈短。由大牟田/柳川開行的列車由於月台長度，運行時的卡數不可過多，使列車在久留米以南的時刻已經有許多長距離的通勤乘客。所以會加設班次久留米車站開始的列車。
在繁忙時間，花畑急行與西鐵福岡（天神） - 西鐵二日市之間的急行的出發比率是2:1。在夜間的急行列車班次中，來往大牟田與來往柳川的班次會每15分鐘一班。
急行列車班次部分區間的停車次數較多，小郡急行在筑紫以南的各車站停車較多，由津福/大善寺出發的列車會在久留米以南的各車站停車。這種情況，在其他的大手私鐵中會區別為「準急」或「區間急行」，並非「急行」。在西鐵的場合，部分急行加普通列車的班次也會稱為急行列車。全區間急行班次（早上至早上繁忙時間及夜間運輸）場合，在久留米以南的停車站學特急停車站（花畑、大善寺、柳川、新榮町、大牟田）是相同的，車内廣播通常是自動廣播，而不是車長親自廣播。
在車輛方面，多數會使用3000型5卡運行，當有一列3000型進入工場，就會使用5000型6卡運行。繁忙時間會使用5000型、6000型、6050型7卡列車運行（除非故障或車輛檢驗）。
部分班次會有機會變成普通列車進入非停車站停車，為了讓特急列車通過。

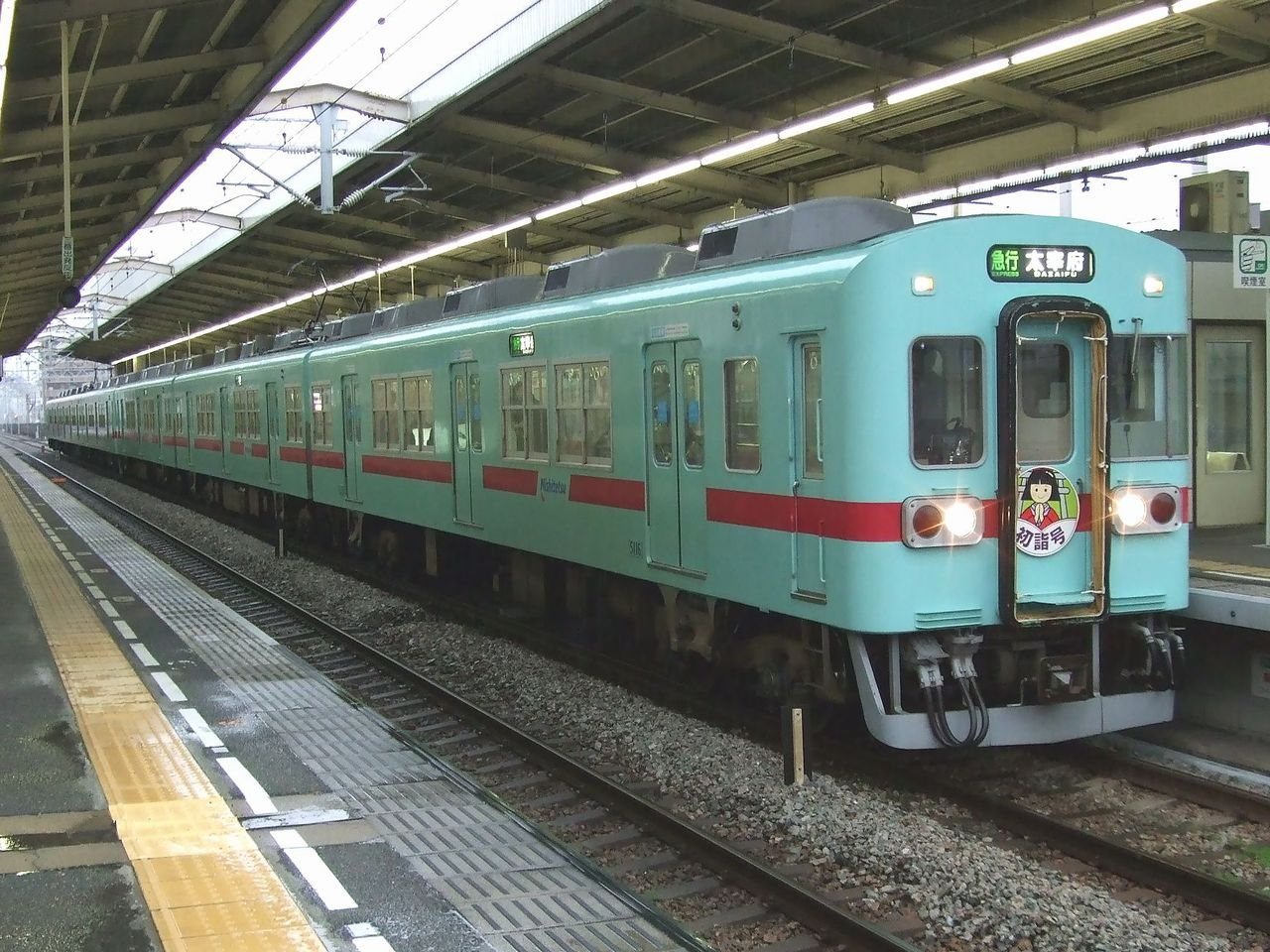
正月三日運行的急行「初詣號」

在正月三日，太宰府天滿宮有活動，特此加設臨時急行「初詣號」運行福岡（天神） - 太宰府之間。在1997年9月27日的時間表改正中，此急行班次在1小時有4本，在第二年列車會在西鐵小郡車站停車站後才會折返往太宰府車站。

#### 普通
在整日中，普通列車主要是來往西鐵福岡（天神） - 筑紫/大善寺之間，又或太宰府線直通列車：西鐵福岡（天神） - 太宰府之間及甘木線直通列車：甘木 - 大牟田之間。一些列車會在大橋/春日原/西鐵二日市/西鐵小郡/西鐵久留米/花畑/大善寺/西鐵柳川停車長達15分鐘，是為了讓特快列車通過。
在早上繁忙時間，西鐵柳川來往西鐵福岡（天神）出發的列車中，上行會有1班（下行實質是在久留米轉乘另一班列車往柳川）。而此班次會在春日原/筑紫車站作避車之用。
天神大牟田線内的列車與太宰府線直通列車中，早上會主要使用5000型/6000型/6050型4卡，部分列車會使用7000型/7050型4卡。繁忙時間會使用5000型6/7卡/6000型/6050型7卡/8000型6卡/3000型5卡運行（除非故障或車輛檢驗）。甘木線直通列車中，會使用7000型/7050型2卡運行。

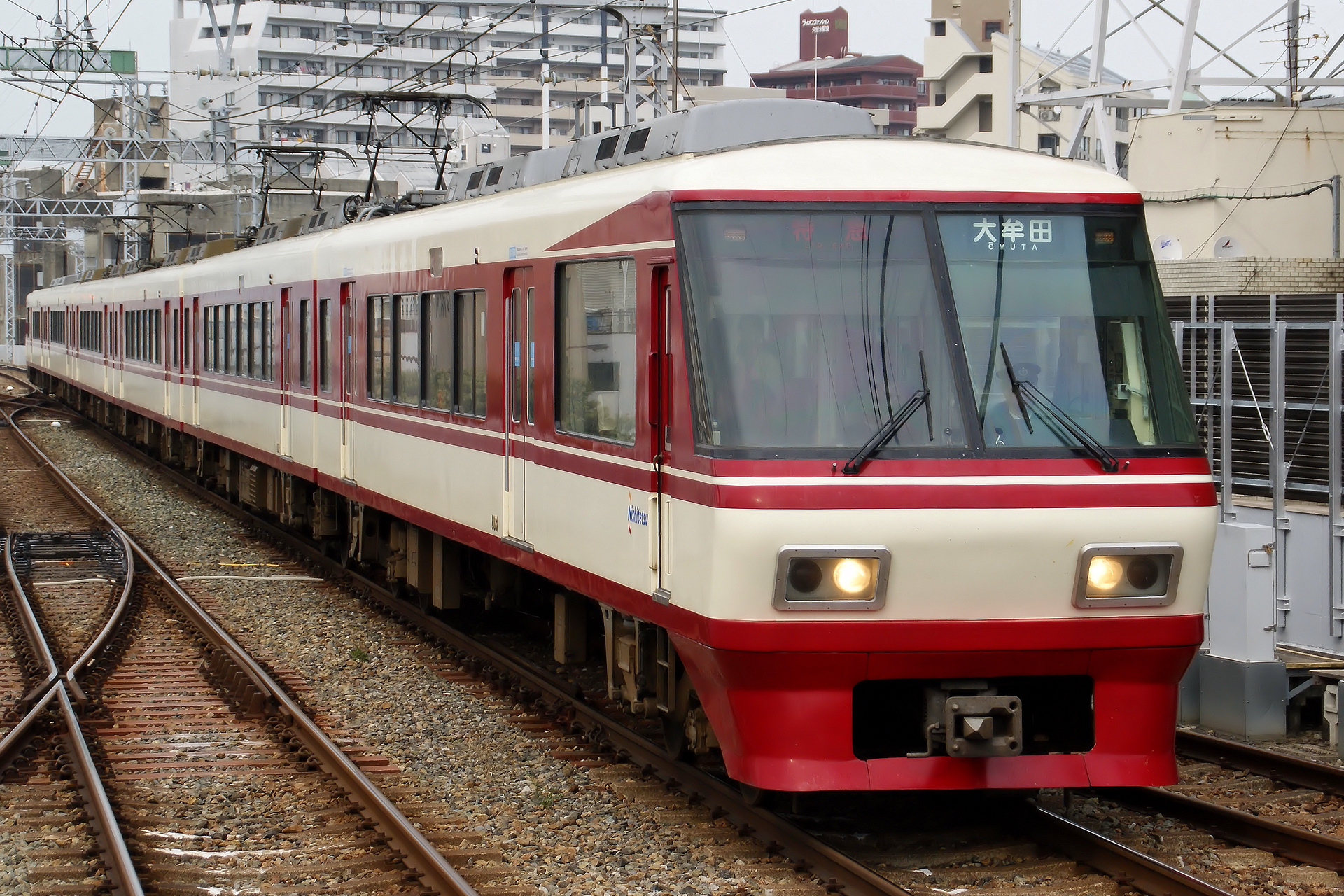
8000型
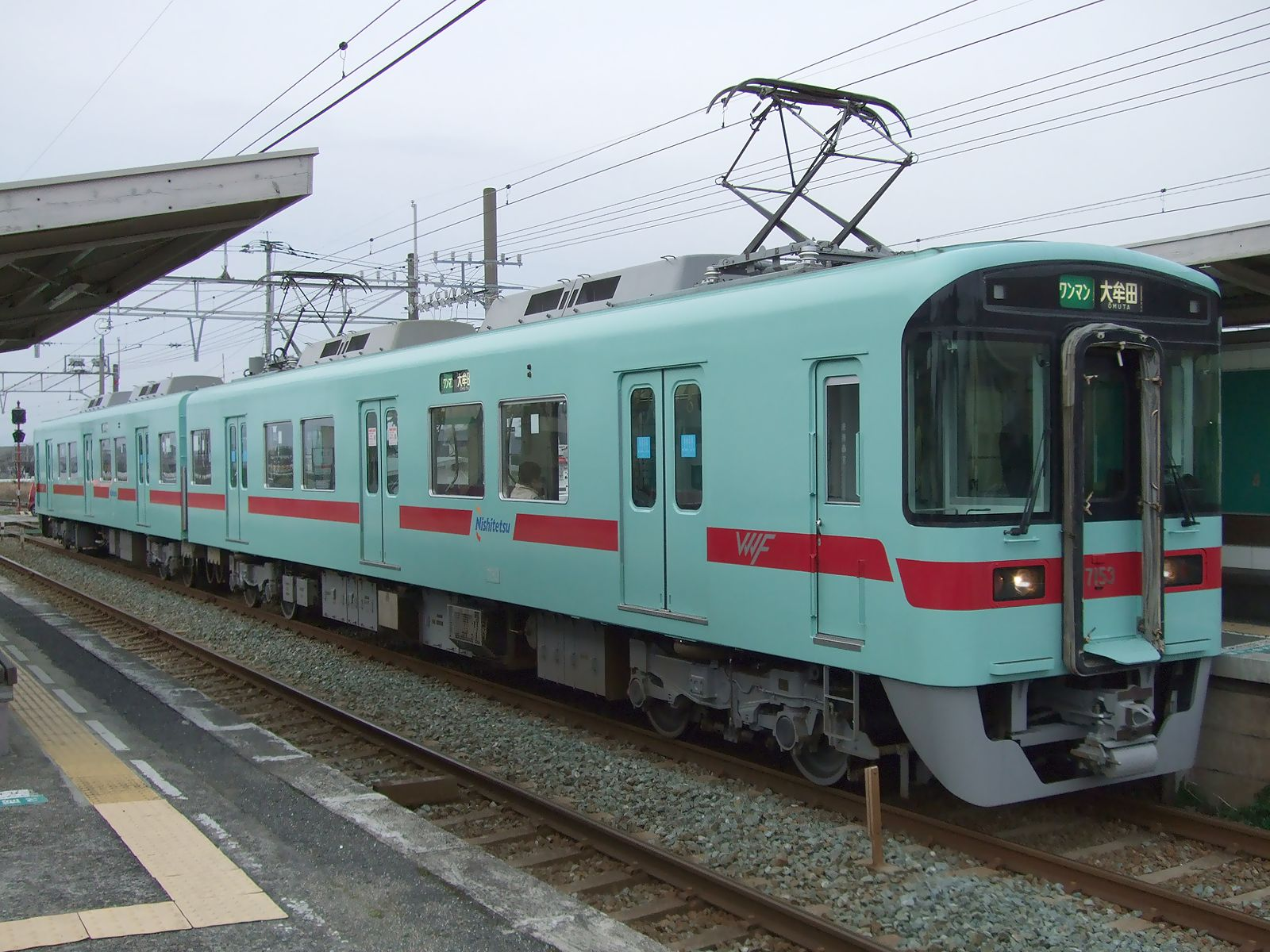
7050型
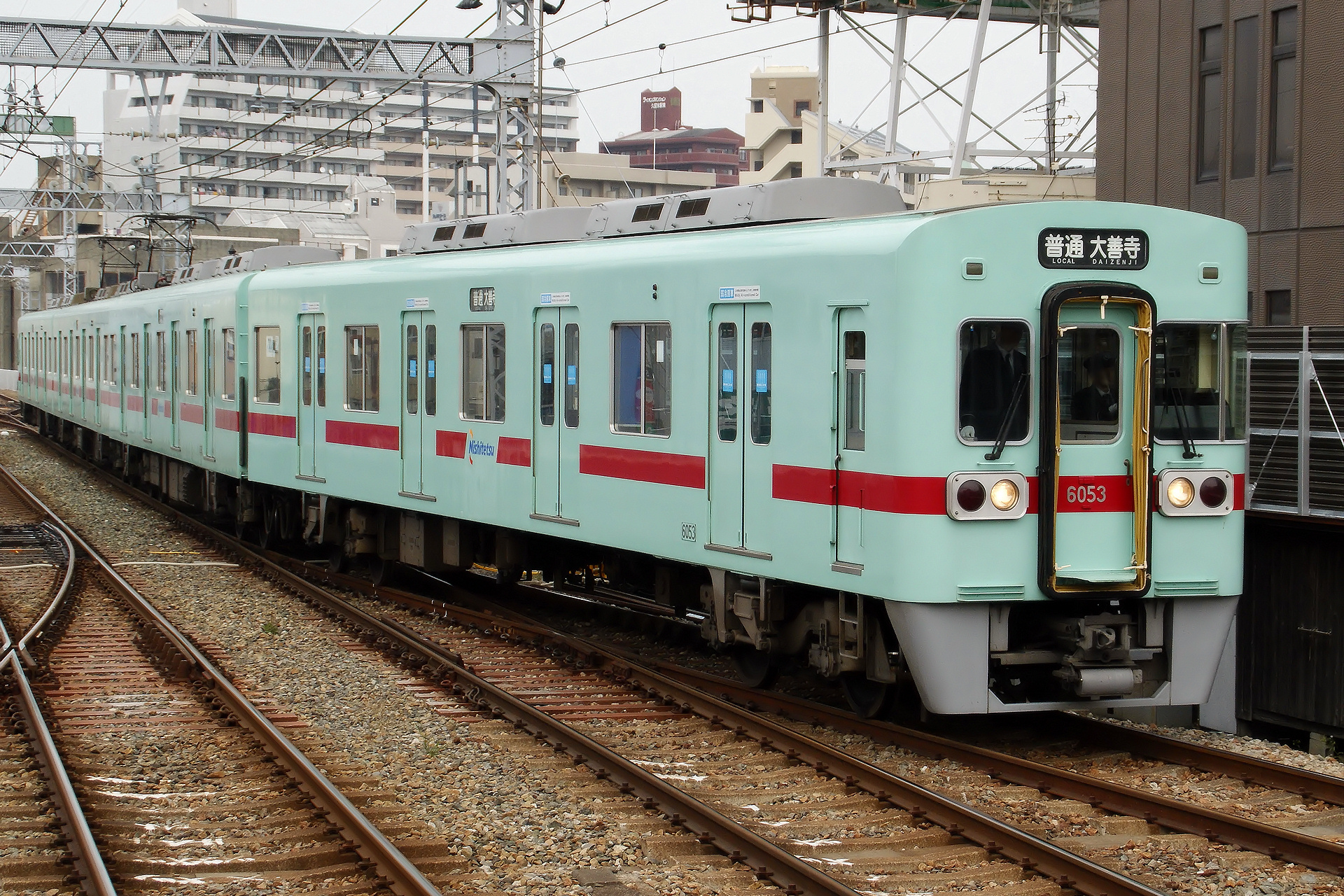
6050型
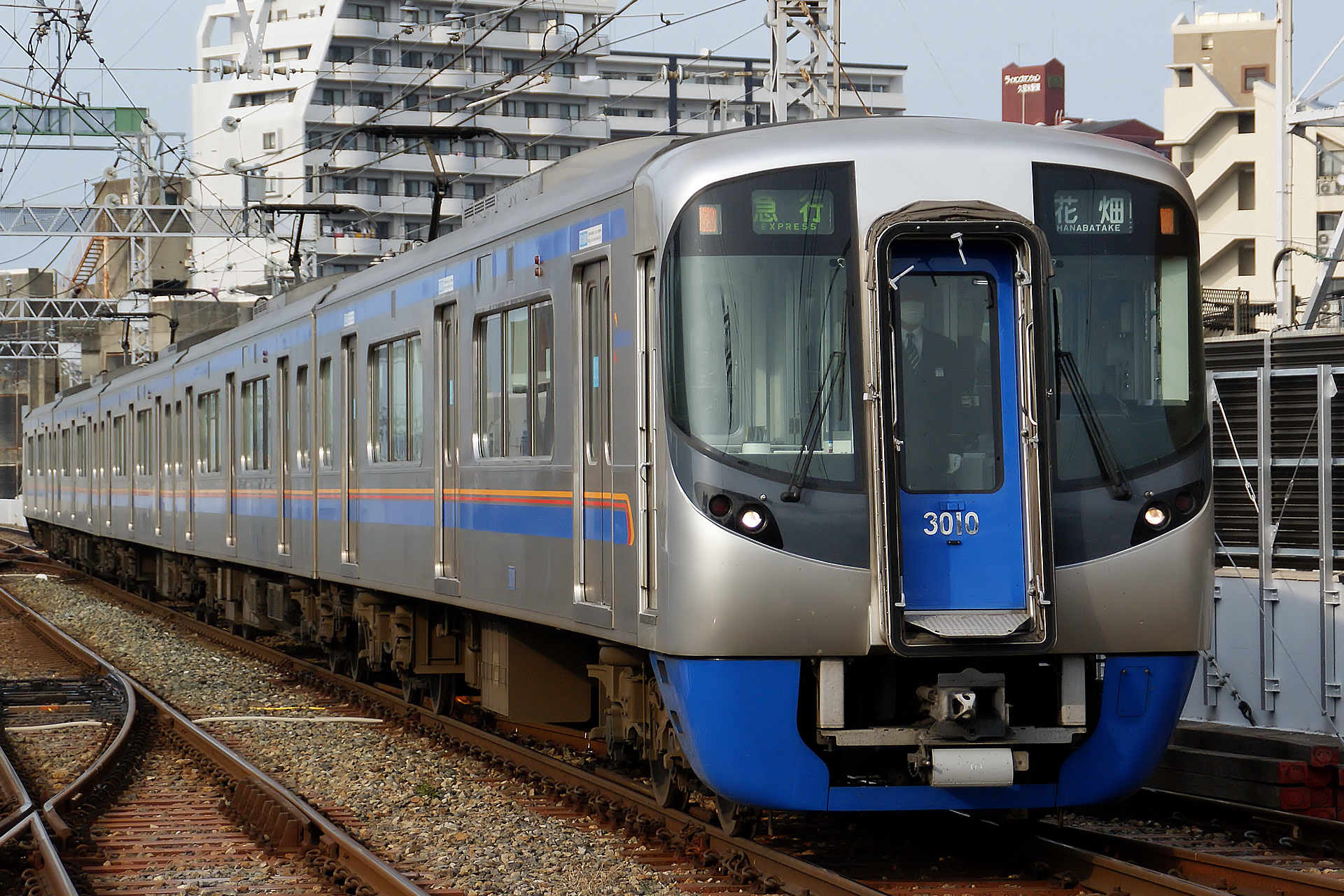
3000型

### 過去的列車類別

#### 直行
在1987年3月25日的時間表改正而新設，在2010年3月27日的時間表改正後取消。班次為平日早上下行4班由西鐵福岡（天神） - 西鐵二日市之間運行，並之後前往筑紫附近的車廠。新設時，因為以不停車站到西鐵二日市，而稱為直行列車，在1995年加停藥院車站。早上繁忙時間時會增加上行列車往車輛基地。
車輛中主要使用6000型/6050型7/8卡運行。

#### 快速急行
在2001年1月20日的時間表改正而新設，在2010年3月27日的時間表改正後取消。班次上，平日早上上行2班（大牟田、西鐵柳川各1班）運行。兩班次都以8輛編成運行。
在停車站方面，通常會停急行停車站加停春日原與下大利車站。加停此兩站的原因是繁忙時間中的急行班次混亂，以此來緩和此諜問題，春日原的平交道限制不能讓8卡列車停車。所以、2班只可停車讓特急列車通過。
車輛中主要使用6000型/6050型8卡運行。

#### 準急
在1939年（昭和14年）7月1日，當路線延長至大牟田車站，全線開通而新設。停車站為九鐵福岡（現西鐵福岡（天神）） - 春日原之間各車站、二日市、久留米 - 大牟田之間各車站，每25分鐘一班，準急列車由福岡 - 久留米之間需時45分鐘、由福岡 - 大牟田之間需時110分鐘。
在1956年（昭和31年）12月1日，早上和夜上的班次（除繁忙時間外）升級為急行列車列車，所以準急列車班次便減少。在1958年（昭和33年）4月1日的時間表改正後取消。

#### 局部急行
在1956年（昭和31年）12月1日的時間表改正開設，這是由準急列車部分班次升級至局部急行列車班次。停車站為二日市、小郡、宮之陣、久留米與以南的各車站。局部急行列車由福岡 - 久留米之間需時42分鐘。在1959年（昭和34年）5月1日的時間表改正中，急行列車升級至特急列車，局部急行列車也升級至急行列車，所以局部急行列車的班次便全部取消。

### 運行模式
以下展示在平日中，一小時內列車班次的數目與行走區間。
| 車站名稱→ ↓列車類別 | 車站名稱→ ↓列車類別 | 西鐵福岡（天神） | …   | 西鐵二日市 | 西鐵二日市         | …                  | 筑紫               | 筑紫               | …                  | 西鐵小郡           | 西鐵小郡 | …                   | 宮之陣 | 宮之陣 | …   | 花畑 | 花畑 | …   | 大善寺 | 大善寺 | …   | 大牟田 |
| ------------------- | ------------------- | ---------------- | --- | ---------- | ------------------ | ------------------ | ------------------ | ------------------ | ------------------ | ------------------ | -------- | ------------------- | ------ | ------ | --- | ---- | ---- | --- | ------ | ------ | --- | ------ |
| 行走班次數目        | 特急                | 2班              | 2班 | 2班        | 2班                | 2班                | 2班                | 2班                | 2班                | 2班                | 2班      | 2班                 | 2班    | 2班    | 2班 | 2班  | 2班  | 2班 | 2班    | 2班    | 2班 | 2班    |
| 行走班次數目        | 急行                | 2班              | 2班 | 2班        | 2班                | 2班                | 2班                | 2班                | 2班                | 2班                | 2班      | 2班                 | 2班    | 2班    | 2班 | 2班  |      |     |        |        |     |        |
| 行走班次數目        | 急行                | 2班              | 2班 | 2班        | 2班                | 2班                | 2班                | 2班                | 2班                | 2班                |          |                     |        |        |     |      |      |     |        |        |     |        |
| 行走班次數目        | 普通                | 2班              | 2班 | 2班        | 2班                | 2班                | 2班                | 2班                | 2班                | 2班                | 2班      | 2班                 | 2班    | 2班    | 2班 | 2班  | 2班  | 2班 | 2班    |        |     |        |
| 行走班次數目        | 普通                |                  |     |            |                    |                    |                    |                    |                    |                    |          | 2班（直通至甘木線） |        |        |     |      |      |     |        |        |     |        |
| 行走班次數目        | 普通                | 2班              |     |            |                    |                    |                    |                    |                    |                    |          |                     |        |        |     |      |      |     |        |        |     |        |
| 行走班次數目        | 普通                | 2班              | 2班 | 2班        | （直通至太宰府線） | （直通至太宰府線） | （直通至太宰府線） | （直通至太宰府線） | （直通至太宰府線） | （直通至太宰府線） |          |                     |        |        |     |      |      |     |        |        |     |        |

## 女性專用車廂
在平日7:41-9:20之間到達西鐵福岡（天神）站的上行線特急/急行列車最後一架車廂設有「女性專用車廂」（包括原本是普通列車，但在久留米/筑紫才開始急行的班次）。
此外，「由女乘客陪同小學生以下的男性」與「殘障人士照顧者情況」也可進入女性專用車廂。
過去的快速急行列車也有女性專用車廂。在快速急行停運前都廃止後，特急、急行列車都是7卡列車運輸，而快速急行列車是8卡列車運輸，女性專用車廂的乘車位置中，不同站就有不同的設計。

## 列車

### 現用中的列車
- 3000型
- 5000型
- 6000型・6050型
- 7000型・7050型
- 8000型
- Moe 900型（救援車）

### 過去的列車
以下列車是指曾經在此線運行的列車。
- 1型
- 10型
- 20型
- 50型
- 100型
- 200型
- 300型
- 313型
- 500型
- 600型（第一代）
- 600型（第二代）
- 700型
- 1000型
- 1300型
- 2000型
- Mowa 800型（→Moe 800型）（救援車）
- Moto 900型（事業用車）

## 歴史
西鐵福岡（天神）至津福之間與大善寺至大牟田之間的路段是由西鐵前身：九州鐵道（第二代）開通，當時已經為一條電氣化鐵路。津福至大善寺之間則由大川鐵道開通，後來大川鐵道合併至九州鐵道，津福至大善寺之間路段電氣化與改變軌距。在1924年（大正13年），西鐵福岡（天神）至西鐵久留米之間開通時，也開始計畫由大牟田煤礦區延長至熊本地區，但在1939年（昭和14年），當開通至大牟田後，由於不能取得土地就難以進行，延長至熊本的計畫就停止了。
在西鐵福岡（天神）至西鐵久留米之間，開通時已經是複線區間，但西鐵久留米以南路段是單線，這是由於資金不足。其後，八丁牟田附近和開以南，由於要設立特急列車，所以才建設複線區間。

### 年表
- 1924年（大正13年）4月12日 九州鐵道之福岡（現在為西鐵福岡（天神））至久留米（現在為西鐵久留米）之間啟用。
- 1932年（昭和7年）12月28日 九州鐵道久留米至津福之間啟用。
- 1937年（昭和12年）
  - 6月22日 九州鐵道學大川鉄道合併。得到上久留米至津福至大善寺至榎津之間的路段。
  - 10月1日 舊大川鐵道線之津福至大善寺之間由 1067 毫米軌距改為 1435 毫米軌距，並且電氣化。大善寺至柳河（現在的西鐵柳川）之間開業（有關上述路段以外的舊大川鐵道線，請參考西鐵大川線）。
- 1938年（昭和13年）
  - 9月1日 柳河至中島（現在的西鐵中島）之間啟用。
  - 10月1日 中島至榮町（現在的新榮町）之間啟用。
  - 12月1日 福岡至津福之間由軌道法（日语：軌道法）改為按地方鐵道法的準則運行。
- 1939年（昭和14年）7月1日 榮町至大牟田之間啟用。福岡至大牟田之間的大牟田線全線開通。
- 1942年（昭和17年）
  - 9月19日 九州電氣軌道與九州鐵道合併。
  - 9月22日 九州電氣軌道改名為西日本鐵道，同時為此線命名為大牟田線。
- 1944年（昭和19年）8月10日 柳川車庫啟用。
- 1951年（昭和26年）11月1日 西鉄久留米至試驗場前之間複線化。
- 1956年（昭和31年）12月1日 西鉄久留米以南的各車站局部急行列車開始。準急列車停運。
- 1959年（昭和34年）5月1日 急行列車升級至特急列車（免去特別費用）。局部急行列車升級至急行。所以當時共有特急、急行學普通三種列車。
- 1960年（昭和35年）
  - 3月20日 倉永至西鐵銀水之間複線化。
  - 4月28日 停止貨物運輸。
- 1961年（昭和36年）
  - 4月 西鉄鐵水至榮町間複線化。
  - 6月21日 榮町至大牟田之間複線化。
  - 11月1日 西鐵福岡車站成為高架車站。
- 1965年（昭和40年）11月20日 開至倉永之間複線化。
- 1966年（昭和41年）10月 由於運輸量增加，西鐵柳河車站大牟田方向加設檢車區。現時車廠的現在地已改變。
- 1967年（昭和42年）2月 大善寺至三潴之間、大溝至蒲池之間複線化。
- 1968年（昭和43年）4月10日 大橋至春日原之間開始使用ATS系統。
- 1969年（昭和44年）3月1日 櫛原至西鉄久留米之間高架化。
- 1970年（昭和45年）4月28日 榮町車站向福岡方向遷移221m、改名為新榮町車站。
- 1971年（昭和46年）3月1日 櫻台車站啟用，西鐵雜餉隈車站改名為雜餉隈車站、西鐵柳河車站改名為西鐵柳川車站。
- 1972年（昭和47年）12月26日 西鐵福岡至大牟田之間使用ATS系統。
- 1974年（昭和49年）6月10日 CTC完成。
- 1975年（昭和50年）12月20日 設置優先座。
- 1978年（昭和53年）3月3日 西鐵平尾至大橋之間高架化。
- 1982年（昭和57年）3月25日 筑紫車庫、檢車區完成。開始使用。
- 1987年（昭和62年）
  - 1月1日 筑紫工場操業開始使用，二日市工場、車庫停用。
  - 3月25日 新設直行列車。共有4種列車類別。
  - 10月1日 在主要車站設置自動售票機。
- 1992年（平成4年）3月25日 三國丘車站啟用。
- 1995年（平成7年）
  - 3月25日 西鐵福岡至西鐵平尾之間高架化。
  - 4月25日 實施全日禁煙。
- 1997年（平成9年）
  - 1月15日 三潴至大溝之間複線化。
  - 9月27日 西鐵福岡車站的改善工程完成。日間中，西鐵福岡至鐵鉄小郡之間的急行列車班次數目增加（筑紫內各車站停車）。
- 2001年（平成13年）
  - 1月1日 大牟田線改名為天神大牟田線，西鐵福岡車站改名為西鐵福岡（天神）車站。
  - 1月20日 開始快速急行列車運輸。共有5種列車類別。
  - 11月10日 西鐵久留米至大牟田之間的一部列車開始使用一人運輸。
- 2004年（平成16年）10月17日 西鐵久留米至津福間高架化。
- 2008年（平成20年）
  - 2月16日 特急列車的最高速度由100km/h提速至110km/h。
  - 5月18日 智能卡nimoca開始在此線使用。
- 2010年（平成22年）3月27日 紫車站啟用。直行、快速急行停運，共有3種列車類別。
- 2012年（平成24年）3月 三國丘車站成為急行停車站。

## 車站列表
- 所有車站都位於福岡縣。
- 普通列車停靠所有車站，省略。
- 為免與JR（舊國鐵）車站混淆，許多車站在站名前冠有「西鐵」二字。但是，白木原等也有同時存在的時期卻沒有冠上「西鐵」的車站。另外，雜餉隈站原初冠有「西鐵」，1966年國鐵車站改稱南福岡站後，1971年去除「西鐵」。

範例
●：停靠
▲：只限往筑紫急行停靠
△：往小郡急行與花畑、試驗場前、津福、柳川始發的一部分急行停靠
■：試驗場前始發的急行，往津福、大善寺、柳川急行的一部分、久留米開往大牟田急行停靠
｜：通過
軌道 … ||：複線路段，◇：單線路段（可進行列車交會），｜：單線路段（不可列車交會），∨：此起往下為單線，∧：此起往下為複線
#顯示在複線路段可進行列車待避車站
| 車站編號 | 中文站名         | 日文站名       | 英文站名          | 站間距離 | 營業距離 | 急行 | 特急 | 接續路線                                                                | 軌道 | 所在地       |
| -------- | ---------------- | -------------- | ----------------- | -------- | -------- | ---- | ---- | ----------------------------------------------------------------------- | ---- | ------------ |
| T01      | 西鐵福岡（天神） |                |                   | -        | 0.0      | ●    | ●    | 福岡市地下鐵： 機場線（天神：K08） 福岡市地下鐵： 七隈線（天神南：N16） | ∥    | 福岡市中央區 |
| T02      | 藥院             |                |                   | 0.8      | 0.8      | ●    | ●    | 福岡市地下鐵： 七隈線（N14）                                            | ∥    | 福岡市中央區 |
| T03      | 西鐵平尾         |                |                   | 1.0      | 1.8      | ｜   | ｜   |                                                                         | ∥    | 福岡市中央區 |
| T04      | 高宮             |                |                   | 1.1      | 2.9      | ｜   | ｜   |                                                                         | ∥    | 福岡市南區   |
| T05      | 大橋#            |                |                   | 1.4      | 4.3      | ●    | ●    |                                                                         | ∥    | 福岡市南區   |
| T06      | 井尻             |                |                   | 1.8      | 6.1      | ｜   | ｜   |                                                                         | ∥    | 福岡市南區   |
| T07      | 雜餉隈           |                |                   | 1.9      | 8.0      | ｜   | ｜   |                                                                         | ∥    | 福岡市博多區 |
| T08      | 櫻並木           |                |                   |          |          | ｜   | ｜   |                                                                         | ∥    | 福岡市博多區 |
| T09      | 春日原#          |                |                   | 1.5      | 9.5      | ●    | ●    |                                                                         | ∥    | 春日市       |
| T10      | 白木原           |                |                   | 1.3      | 10.8     | ｜   | ｜   |                                                                         | ∥    | 大野城市     |
| T11      | 下大利           |                |                   | 0.8      | 11.6     | ●    | ｜   |                                                                         | ∥    | 大野城市     |
| T12      | 都府樓前         |                |                   | 2.2      | 13.8     | ｜   | ｜   |                                                                         | ∥    | 太宰府市     |
| T13      | 西鐵二日市#      |                |                   | 1.4      | 15.2     | ●    | ●    | 西日本鐵道：D 太宰府線                                                  | ∥    | 筑紫野市     |
| T14      | 紫               |                |                   | 0.9      | 16.1     | ▲    | ｜   |                                                                         | ∥    | 筑紫野市     |
| T15      | 朝倉街道         |                |                   | 1.5      | 17.6     | ●    | ｜   |                                                                         | ∥    | 筑紫野市     |
| T16      | 櫻台             |                |                   | 1.8      | 19.4     | ▲    | ｜   |                                                                         |      | 筑紫野市     |
| T17      | 紫#              |                |                   | 1.4      | 20.8     | ●    | ｜   |                                                                         | ∥    | 筑紫野市     |
| T18      | 津古             |                |                   | 2.2      | 23.0     | △    | ｜   |                                                                         | ∥    | 小郡市       |
| T19      | 三國丘           |                |                   | 1.1      | 24.1     | ●    | ｜   |                                                                         | ∥    | 小郡市       |
| T20      | 三澤             |                |                   | 1.5      | 25.6     | △    | ｜   |                                                                         | ∥    | 小郡市       |
| T21      | 大保             |                |                   | 1.4      | 27.0     | △    | ｜   |                                                                         | ∥    | 小郡市       |
| T22      | 西鐵小郡#        |                |                   | 1.7      | 28.7     | ●    | ｜   | 甘木鐵道：甘木線（小郡）                                                | ∥    | 小郡市       |
| T23      | 端間             |                |                   | 2.0      | 30.7     | △    | ｜   |                                                                         | ∥    | 小郡市       |
| T24      | 味坂             |                |                   | 3.0      | 33.7     | △    | ｜   |                                                                         | ∥    | 小郡市       |
| T25      | 宮之陣           |                |                   | 2.8      | 36.5     | ●    | ｜   | 西日本鐵道：A 甘木線                                                    | ∥    | 久留米市     |
| T26      | 櫛原             |                |                   | 1.2      | 37.7     | △    | ｜   |                                                                         | ∥    | 久留米市     |
| T27      | 西鐵久留米#      |                |                   | 0.9      | 38.6     | ●    | ●    |                                                                         | ∥    | 久留米市     |
| T28      | 花畑#            |                |                   | 0.9      | 39.5     | ●    | ●    |                                                                         | ∥    | 久留米市     |
| T29      | 聖瑪麗病院前     | 聖マリア病院前 | Seimariabyōin mae | 0.6      | 40.1     | ■    | ｜   |                                                                         | ∨    | 久留米市     |
| T30      | 津福             |                |                   | 1.3      | 41.4     | ■    | ｜   |                                                                         | ◇    | 久留米市     |
| T31      | 安武             |                |                   | 1.4      | 42.8     | ■    | ｜   |                                                                         | ◇    | 久留米市     |
| T32      | 大善寺#          |                |                   | 2.3      | 45.1     | ●    | ●    |                                                                         | ∧    | 久留米市     |
| T33      | 三潴             |                |                   | 1.8      | 46.9     | ■    | ｜   |                                                                         | ∥    | 久留米市     |
| T34      | 犬塚             |                |                   | 1.1      | 48.0     | ■    | ｜   |                                                                         | ∥    | 久留米市     |
| T35      | 大溝             |                |                   | 2.6      | 50.6     | ■    | ｜   |                                                                         | ∥    | 三潴郡大木町 |
| T36      | 八丁牟田         |                |                   | 2.3      | 52.9     | ■    | ｜   |                                                                         | ∥    | 三潴郡大木町 |
| T37      | 蒲池             |                |                   | 2.6      | 55.5     | ■    | ｜   |                                                                         | ∨    | 柳川市       |
| T38      | 矢加部           |                |                   | 1.8      | 57.3     | ■    | ｜   |                                                                         | ｜   | 柳川市       |
| T39      | 西鐵柳川         |                |                   | 1.1      | 58.4     | ●    | ●    |                                                                         | ◇    | 柳川市       |
| T40      | 德益             |                |                   | 1.3      | 59.7     | ｜   | ｜   |                                                                         | ｜   | 柳川市       |
| T41      | 鹽塚             |                |                   | 1.4      | 61.1     | ｜   | ｜   |                                                                         | ◇    | 柳川市       |
| -        | 中島信號場       |                | /                 | -        | (63.1)   | ｜   | ｜   |                                                                         | ◇    | 柳川市       |
| T42      | 西鐵中島         |                |                   | 2.4      | 63.5     | ｜   | ｜   |                                                                         | ｜   | 柳川市       |
| T43      | 江之浦           |                |                   | 1.6      | 65.1     | ｜   | ｜   |                                                                         | ◇    | 三山市       |
| T44      | 開               |                |                   | 1.5      | 66.6     | ｜   | ｜   |                                                                         | ∧    | 三山市       |
| T45      | 西鐵渡瀨#        |                |                   | 1.3      | 67.9     | ｜   | ｜   |                                                                         | ∥    | 大牟田市     |
| T46      | 倉永             |                |                   | 1.7      | 69.6     | ｜   | ｜   |                                                                         | ∥    | 大牟田市     |
| T47      | 東甘木           |                |                   | 1.2      | 70.8     | ｜   | ｜   |                                                                         | ∥    | 大牟田市     |
| T48      | 西鐵銀水         |                |                   | 1.3      | 72.1     | ｜   | ｜   |                                                                         | ∥    | 大牟田市     |
| T49      | 新榮町           |                |                   | 1.6      | 73.7     | ●    | ●    |                                                                         | ∥    | 大牟田市     |
| T50      | 大牟田           |                |                   | 1.1      | 74.8     | ●    | ●    | 九州旅客鐵道： 鹿兒島本線（JB27）                                       | ∥    | 大牟田市     |

## 今後之計畫
在此線中，試驗場前至大牟田之間只有餘下一段單線區間，在繁忙時間中，特急/急行的班次數目能不能保證（包括急行列車在花畑以南變為普通列車的班次）成為之後的問題。因此，為了繼續提速、增加客運量，預期福岡（天神）至大牟田之間將會完全複線化。

## 備註
1. ↑  德田耕一. .
2. ↑  天神大牟田線的時間表改正PDF
3. 1 2  
吉富實. . 鐵道畫刊 (電氣車研究會). 1989年9月, (第517號（1989年9月臨時增刊號）): pp. 130–135 （日语）.
4. 1 2  『西日本鐵道百年史』p.157, 161
5. ↑  . ekikara.jp.   [2012-05-08]. （原始内容存档于2012-05-10）.

## 相關項目
- 日本鐵路線列表
- 鹿兒島本線

## 外部連結
- 西日本鐵道（页面存档备份，存于）
  - 西鐵天神大牟田線（页面存档备份，存于）